# Gentianella gilgiana
Gentianella gilgiana là một loài thực vật có hoa trong họ Long đởm. Loài này được (Reimers) Fabris ex J.S.Pringle mô tả khoa học đầu tiên năm 1986.